# Bologna Football Club 1909 nelle competizioni internazionali
Di seguito le partite e il bilancio del Bologna Football Club 1909 nelle competizioni internazionali.

## Competizioni UEFA

### Coppa dei Campioni/UEFA Champions League

#### 1964-1965
| Turno             | Partita              | Risultato |
| ----------------- | -------------------- | --------- |
| Turno preliminare | Anderlecht - Bologna | 1-0       |
| Turno preliminare | Bologna - Anderlecht | 2-1       |
| Turno preliminare | Anderlecht - Bologna | 0-0       |

#### 2024-2025
| Turno       | Partita                     | Risultato |
| ----------- | --------------------------- | --------- |
| 1ª giornata | Bologna - Šachtar           | 0-0       |
| 2ª giornata | Liverpool - Bologna         | 2-0       |
| 3ª giornata | Aston Villa - Bologna       | 2-0       |
| 4ª giornata | Bologna - Monaco            | 0-1       |
| 5ª giornata | Bologna - Lilla             | 1-2       |
| 6ª giornata | Benfica - Bologna           | 0-0       |
| 7ª giornata | Bologna - Borussia Dortmund | 2-1       |
| 8ª giornata | Sporting Lisbona - Bologna  | 1-1       |

### Coppa UEFA/UEFA Europa League

#### 1971-1972
| Turno                   | Partita               | Risultato |
| ----------------------- | --------------------- | --------- |
| Trentaduesimi di finale | Bologna - Anderlecht  | 1-1       |
| Trentaduesimi di finale | Anderlecht - Bologna  | 0-2       |
| Sedicesimi di finale    | Željezničar - Bologna | 1-1       |
| Sedicesimi di finale    | Bologna - Željezničar | 2-2       |

#### 1990-1991
| Turno                   | Partita                    | Risultato |
| ----------------------- | -------------------------- | --------- |
| Trentaduesimi di finale | Zagłębie Lubin - Bologna   | 0-1       |
| Trentaduesimi di finale | Bologna - Zagłębie Lubin   | 1-0       |
| Sedicesimi di finale    | Hearts - Bologna           | 3-1       |
| Sedicesimi di finale    | Bologna - Hearts           | 3-0       |
| Ottavi di finale        | Admira/Wacker - Bologna    | 3-0       |
| Ottavi di finale        | Bologna - Admira/Wacker    | 3-0       |
| Quarti di finale        | Bologna - Sporting Lisbona | 1-1       |
| Quarti di finale        | Sporting Lisbona - Bologna | 2-0       |

#### 1998-1999
| Turno                   | Partita                       | Risultato |
| ----------------------- | ----------------------------- | --------- |
| Trentaduesimi di finale | Sporting Lisbona - Bologna    | 0-2       |
| Trentaduesimi di finale | Bologna - Sporting Lisbona    | 2-1       |
| Sedicesimi di finale    | Bologna - Slavia Praga        | 2-1       |
| Sedicesimi di finale    | Slavia Praga - Bologna        | 0-2       |
| Ottavi di finale        | Bologna - Betis               | 4-1       |
| Ottavi di finale        | Betis - Bologna               | 1-0       |
| Quarti di finale        | Bologna - Olympique Lione     | 3-0       |
| Quarti di finale        | Olympique Lione - Bologna     | 2-0       |
| Semifinale              | Olympique Marsiglia - Bologna | 0-0       |
| Semifinale              | Bologna - Olympique Marsiglia | 1-1       |

#### 1999-2000
| Turno                | Partita                         | Risultato |
| -------------------- | ------------------------------- | --------- |
| Primo turno          | Zenit San Pietroburgo - Bologna | 0-3       |
| Primo turno          | Bologna - Zenit San Pietroburgo | 2-2       |
| Secondo turno        | Anderlecht - Bologna            | 2-1       |
| Secondo turno        | Bologna - Anderlecht            | 3-0       |
| Sedicesimi di finale | Bologna - Galatasaray           | 1-1       |
| Sedicesimi di finale | Galatasaray - Bologna           | 2-1       |

#### 2025-2026
| Turno       | Partita | Risultato |
| ----------- | ------- | --------- |
| 1ª giornata |         |           |
| 2ª giornata |         |           |
| 3ª giornata |         |           |
| 4ª giornata |         |           |
| 5ª giornata |         |           |
| 6ª giornata |         |           |
| 7ª giornata |         |           |
| 8ª giornata |         |           |

### Coppa delle Coppe

#### 1970-1971
| Turno       | Partita                    | Risultato |
| ----------- | -------------------------- | --------- |
| Primo turno | Vorwärts Berlino - Bologna | 0-0       |
| Primo turno | Bologna - Vorwärts Berlino | 1-1       |

#### 1974-1975
| Turno                | Partita                    | Risultato |
| -------------------- | -------------------------- | --------- |
| Sedicesimi di finale | Gwardia Varsavia - Bologna | 2-1       |
| Sedicesimi di finale | Bologna - Gwardia Varsavia | 2-1       |

### Coppa Intertoto UEFA

#### 1998
| Turno       | Partita                     | Risultato |
| ----------- | --------------------------- | --------- |
| Terzo turno | Bologna - Național Bucarest | 2-0       |
| Terzo turno | Național Bucarest - Bologna | 3-1       |
| Semifinale  | Bologna - Sampdoria         | 3-1       |
| Semifinale  | Sampdoria - Bologna         | 1-0       |
| Finale      | Bologna - Ruch Chorzów      | 1-0       |
| Finale      | Ruch Chorzów - Bologna      | 0-2       |

#### 2002
| Turno       | Partita                | Risultato |
| ----------- | ---------------------- | --------- |
| Terzo turno | Bologna - BATĖ Borisov | 2-0       |
| Terzo turno | BATĖ Borisov - Bologna | 0-0       |
| Semifinale  | Bologna - Teplice      | 5-1       |
| Semifinale  | Teplice - Bologna      | 1-3       |
| Finale      | Bologna - Fulham       | 2-2       |
| Finale      | Fulham - Bologna       | 3-1       |

## Altre competizioni

### Coppa delle Fiere

#### 1966-1967
| Turno                   | Partita                 | Risultato |
| ----------------------- | ----------------------- | --------- |
| Trentaduesimi di finale | Göztepe - Bologna       | 1-2       |
| Trentaduesimi di finale | Bologna - Göztepe       | 3-1       |
| Sedicesimi di finale    | Sparta Praga - Bologna  | 2-2       |
| Sedicesimi di finale    | Bologna - Sparta Praga  | 2-1       |
| Ottavi di finale        | Bologna - West Bromwich | 3-0       |
| Ottavi di finale        | West Bromwich - Bologna | 1-3       |
| Quarti di finale        | Bologna - Leeds Utd     | 1-0       |
| Quarti di finale        | Leeds Utd - Bologna     | 1-0       |

#### 1967-1968
| Turno            | Partita                   | Risultato |
| ---------------- | ------------------------- | --------- |
| Primo turno      | Bologna - Lyn             | 2-0       |
| Primo turno      | Lyn - Bologna             | 0-0       |
| Secondo turno    | Bologna - Dinamo Zagabria | 0-0       |
| Secondo turno    | Dinamo Zagabria - Bologna | 1-2       |
| Quarti di finale | Bologna - Vojvodina       | 0-0       |
| Quarti di finale | Vojvodina - Bologna       | 0-2       |
| Semifinale       | Ferencváros - Bologna     | 3-2       |
| Semifinale       | Bologna - Ferencváros     | 2-2       |

#### 1968-1969
| Turno                   | Partita                | Risultato |
| ----------------------- | ---------------------- | --------- |
| Trentaduesimi di finale | Bologna - Basilea      | 4-1       |
| Trentaduesimi di finale | Basilea - Bologna      | 1-2       |
| Sedicesimi di finale    | OFK Belgrado - Bologna | 1-0       |
| Sedicesimi di finale    | Bologna - OFK Belgrado | 1-1       |

### Coppa dell'Europa Centrale

#### 1932
| Turno            | Partita                | Risultato |
| ---------------- | ---------------------- | --------- |
| Quarti di finale | Bologna - Sparta Praga | 5-0       |
| Quarti di finale | Sparta Praga - Bologna | 3-0       |
| Semifinale       | Bologna - First Vienna | 2-0       |
| Semifinale       | First Vienna - Bologna | 1-0       |
| Finale           | Bologna                |           |

#### 1934
| Turno            | Partita                 | Risultato |
| ---------------- | ----------------------- | --------- |
| Ottavi di finale | Bologna - Bocskay       | 2-0       |
| Ottavi di finale | Bocskay - Bologna       | 2-1       |
| Quarti di finale | Bologna - Rapid Vienna  | 6-1       |
| Quarti di finale | Rapid Vienna - Bologna  | 4-1       |
| Semifinali       | Bologna - Ferencváros   | 1-1       |
| Semifinali       | Ferencváros - Bologna   | 1-5       |
| Finali           | Bologna - Admira Vienna | 2-3       |
| Finali           | Admira Vienna - Bologna | 1-5       |

#### 1936
| Turno            | Partita                  | Risultato |
| ---------------- | ------------------------ | --------- |
| Ottavi di finale | Bologna - Austria Vienna | 2-1       |
| Ottavi di finale | Austria Vienna - Bologna | 4-0       |

#### 1937
| Turno            | Partita                  | Risultato |
| ---------------- | ------------------------ | --------- |
| Ottavi di finale | Bologna - Austria Vienna | 1-2       |
| Ottavi di finale | Austria Vienna - Bologna | 5-1       |

#### 1939
| Turno            | Partita                  | Risultato |
| ---------------- | ------------------------ | --------- |
| Quarti di finale | Bologna - Venus Bucarest | 0-1       |
| Quarti di finale | Venus Bucarest - Bologna | 0-5       |
| Semifinale       | Bologna - Ferencváros    | 3-1       |
| Semifinale       | Ferencváros - Bologna    | 4-1       |

### Coppa Mitropa

#### 1955
| Turno            | Partita               | Risultato |
| ---------------- | --------------------- | --------- |
| Quarti di finale | Bologna - Dukla Praga | 2-4       |
| Quarti di finale | Dukla Praga - Bologna | 3-0       |

#### 1960
| Turno           | Partita                  | Risultato |
| --------------- | ------------------------ | --------- |
| Partita singola | Bologna - Hajduk Spalato | 1-3       |
| Partita singola | Hajduk Spalato - Bologna | 1-0       |

#### 1961
| Turno       | Partita                  | Risultato |
| ----------- | ------------------------ | --------- |
| 1ª giornata | Bologna - Austria Vienna | 2-1       |
| 2ª giornata | Bologna - Sampdoria      | 1-1       |
| 3ª giornata | Bologna - Bohemians 1905 | 3-1       |
| Semifinale  | Bologna - Kladno         | 2-1       |
| Semifinale  | Kladno - Bologna         | 0-1       |
| Finale      | Bologna - Nitra          | 2-2       |
| Finale      | Nitra - Bologna          | 0-3       |

#### 1962
| Turno       | Partita                     | Risultato |
| ----------- | --------------------------- | --------- |
| 1ª giornata | Bologna - Stella Rossa      | 2-1       |
| 1ª giornata | Stella Rossa - Bologna      | 4-2       |
| 2ª giornata | Bologna - Slovan Bratislava | 3-0       |
| 2ª giornata | Slovan Bratislava - Bologna | 2-1       |
| 3ª giornata | Bologna - Honvéd            | 2-1       |
| 3ª giornata | Honvéd - Bologna            | 1-5       |
| Semifinale  | Dinamo Zagabria - Bologna   | 1-1       |
| Semifinale  | Bologna - Dinamo Zagabria   | 2-1       |
| Finale      | Vasas - Bologna             | 5-1       |
| Finale      | Bologna - Vasas             | 2-1       |

#### 1963
| Turno            | Partita                | Risultato |
| ---------------- | ---------------------- | --------- |
| Quarti di finale | MTK Budapest - Bologna | 1-1       |
| Quarti di finale | Bologna - MTK Budapest | 0-1       |

#### 1964
| Turno            | Partita                | Risultato |
| ---------------- | ---------------------- | --------- |
| Quarti di finale | OFK Belgrado - Bologna | 0-1       |
| Quarti di finale | Bologna - OFK Belgrado | 2-2       |
| Semifinale       | Sparta Praga - Bologna | 2-2       |
| Semifinale       | Bologna - Sparta Praga | 0-3       |

#### 1972-1973
| Turno       | Partita                   | Risultato |
| ----------- | ------------------------- | --------- |
| 1ª giornata | Bologna - Dinamo Zagabria | 2-2       |
| 1ª giornata | Dinamo Zagabria - Bologna | 3-1       |
| 2ª giornata | Tatabánya - Bologna       | 3-0       |
| 2ª giornata | Bologna - Tatabánya       | 1-2       |

#### 1988-1989
| Turno      | Partita                 | Risultato |
| ---------- | ----------------------- | --------- |
| Semifinale | Bologna - Ferencváros   | 5-2       |
| Semifinale | Ferencváros - Bologna   | 3-3       |
| Finale     | Baník Ostrava - Bologna | 2-1       |
| Finale     | Bologna - Baník Ostrava | 1-2       |

### Coppa di Lega Italo-Inglese

#### 1970
| Turno  | Partita                   | Risultato |
| ------ | ------------------------- | --------- |
| Finale | Bologna - Manchester City | 1-0       |
| Finale | Manchester City - Bologna | 2-2       |

### Coppa delle Alpi

#### 1969
| Turno       | Partita                        | Risultato |
| ----------- | ------------------------------ | --------- |
| 1ª giornata | Losanna - Bologna              | 1-2       |
| 2ª giornata | Zurigo - Bologna               | 0-3       |
| 3ª giornata | Bayern Hof - Bologna           | 2-1       |
| 4ª giornata | Alemannia Aquisgrana - Bologna | 1-1       |
| Finale      | Basilea - Bologna              | 3-1       |

### Coppa Anglo-Italiana

#### 1973
| Turno       | Partita                 | Risultato |
| ----------- | ----------------------- | --------- |
| 1ª giornata | Bologna - Oxford Utd    | 0-0       |
| 2ª giornata | Newcastle Utd - Bologna | 1-0       |
| 3ª giornata | Bologna - Blackpool     | 0-1       |
| 4ª giornata | Fulham - Bologna        | 1-1       |
| Semifinale  | Fiorentina - Bologna    | 1-1       |
| Semifinale  | Bologna - Fiorentina    | 1-2       |

### Coppa delle Nazioni

#### 1930
| Turno            | Partita                   | Risultato |
| ---------------- | ------------------------- | --------- |
| Primo turno      | Go Ahead Eagles - Bologna | 0-4       |
| Quarti di finale | Servette - Bologna        | 4-1       |

### Coppa dell'Amicizia

#### 1960
| Turno           | Partita         | Risultato |
| --------------- | --------------- | --------- |
| Partita singola | Nîmes - Bologna | 3-4       |
| Partita singola | Bologna - Nîmes | 2-2       |

### Torneo Internazionale dell'Expo Universale di Parigi
| Turno            | Partita                | Risultato |
| ---------------- | ---------------------- | --------- |
| Quarti di finale | Bologna - Sochaux      | 4-1       |
| Semifinale       | Bologna - Slavia Praga | 2-0       |
| Finale           | Bologna - Chelsea      | 4-1       |

## Bilancio incontri
Di seguito il bilancio degli incontri del Bologna in competizioni internazionali.

Dati aggiornati al 29 gennaio 2025.
 G = partite giocate; V = vittorie; N = pareggi; P = sconfitte; GF = Goal segnati; GS = Goal subiti 
| Nazione              | G   | V  | N  | P  | GF  | GS  | Avversari in tornei UEFA e FIFA                        | Avversari in altre competizioni                                                                         |
| -------------------- | --- | -- | -- | -- | --- | --- | ------------------------------------------------------ | --- |
| Austria              | 24  | 13 | 1  | 10 | 37  | 26  | Admira/Wacker - Rapid Vienna                           | Admira Vienna - Austria Vienna - First Vienna                                                           |
| Belgio               | 7   | 3  | 2  | 2  | 9   | 5   | Anderlecht                                             | |
| Bielorussia          | 2   | 1  | 1  | 0  | 2   | 0   | BATĖ Borisov                                           | |
| Bosnia ed Erzegovina | 2   | 0  | 2  | 0  | 3   | 3   | Željezničar                                            | |
| Croazia              | 4   | 3  | 0  | 1  | 8   | 2   |                                                        | Dinamo Zagabria - Hajduk Spalato                                                                        |
| Francia              | 9   | 3  | 3  | 3  | 15  | 12  | Lilla - Monaco - Olympique Lione - Olympique Marsiglia | Nîmes - Sochaux                                                                                         |
| Germania             | 5   | 1  | 3  | 1  | 5   | 5   | Borussia Dortmund - Vorwärts Berlino                   | Alemannia Aquisgrana - Bayern Hof                                                                       |
| Inghilterra          | 15  | 5  | 4  | 6  | 18  | 17  | Aston Villa - Fulham - Liverpool                       | Blackpool - Chelsea - Fulham - Leeds Utd - Manchester City - Newcastle Utd - Oxford Utd - West Bromwich |
| Italia               | 5   | 1  | 2  | 2  | 6   | 6   | Sampdoria                                              | Fiorentina - Sampdoria                                                                                  |
| Norvegia             | 2   | 1  | 1  | 0  | 2   | 0   |                                                        | Lyn |
| Paesi Bassi          | 1   | 1  | 0  | 0  | 4   | 0   |                                                        | Go Ahead Eagles                                                                                         |
| Polonia              | 6   | 5  | 0  | 1  | 8   | 3   | Gwardia Varsavia - Ruch Chorzów - Zagłębie Lubin       | |
| Portogallo           | 6   | 2  | 3  | 1  | 6   | 5   | Benfica - Sporting Lisbona                             | |
| Rep. Ceca            | 17  | 9  | 2  | 6  | 34  | 24  | Slavia Praga - Teplice                                 | Baník Ostrava - Dukla Praga - Kladno - Slavia Praga - Sparta Praga                                      |
| Romania              | 4   | 2  | 0  | 2  | 8   | 4   | Național Bucarest                                      | Venus Bucarest                                                                                          |
| Russia               | 2   | 1  | 1  | 0  | 5   | 2   | Zenit San Pietroburgo                                  | |
| Scozia               | 2   | 1  | 0  | 1  | 4   | 3   | Hearts                                                 | |
| Serbia               | 8   | 3  | 3  | 2  | 11  | 8   |                                                        | OFK Belgrado - Stella Rossa - Vojvodina                                                                 |
| Slovacchia           | 4   | 2  | 1  | 1  | 9   | 4   |                                                        | Nitra - Slovan Bratislava                                                                               |
| Spagna               | 2   | 1  | 0  | 1  | 4   | 2   | Betis                                                  | |
| Svizzera             | 6   | 4  | 0  | 2  | 13  | 10  |                                                        | Basilea - Losanna - Servette - Zurigo                                                                   |
| Turchia              | 4   | 2  | 1  | 1  | 7   | 5   | Galatasaray                                            | Göztepe                                                                                                 |
| Ucraina              | 1   | 0  | 1  | 0  | 0   | 0   | Šachtar                                                | |
| Ungheria             | 18  | 7  | 4  | 7  | 37  | 34  |                                                        | Bocskay - Ferencváros - Honvéd - MTK Budapest - Tatabánya - Vasas                                       |
| Totale               | 156 | 71 | 35 | 50 | 255 | 180 | 28 squadre                                             | 43 squadre                                                                                              |

### Esplicative
1. ↑  Spareggio.
2. ↑  L'Anderlecht passa il turno per aver vinto il sorteggio con il lancio della monetina.
3. ↑  Lo Željezničar passa il turno grazie alla regola dei gol fuori casa.
4. ↑  6-5 dopo i tiri di rigore.
5. ↑  L'Olympique Marsiglia passa il turno grazie alla regola dei gol fuori casa.
6. ↑  Il Vorwärts Berlino passa il turno grazie alla regola dei gol fuori casa.
7. ↑  3-5 dopo i tiri di rigore.
8. ↑  Il Bologna passa il turno grazie alla regola dei gol fuori casa.
9. ↑  Il Leeds Utd passa il turno dopo aver vinto il sorteggio.
10. ↑  Il Bologna fu l'unica finalista in quanto Slavia Praga e Juventus furono squalificati per illeciti. Di conseguenza la vittoria della coppa andò al Bologna, senza disputare nessuna finale.

### Bibliografiche
1. ↑  (EN) UEFA Champions League 1964/1965, su uefa.com. URL consultato il 23 marzo 2019.
2. ↑  (EN) UEFA Champions League 2024/2025, su uefa.com. URL consultato il 24 luglio 2024.
3. ↑  (EN) UEFA Europa League 1971/1972, su uefa.com. URL consultato il 23 marzo 2019.
4. ↑  (EN) UEFA Europa League 1990/1991, su uefa.com. URL consultato il 23 marzo 2019.
5. ↑  (EN) UEFA Europa League 1998/1999, su uefa.com. URL consultato il 23 marzo 2019.
6. ↑  (EN) UEFA Europa League 1999/2000, su uefa.com. URL consultato il 23 marzo 2019.
7. ↑  (EN) UEFA Europa League 2025/2026, su uefa.com. URL consultato il 1º luglio 2025.
8. ↑   Scontri diretti - Bologna, su calcio.com. URL consultato il 23 marzo 2019.